# 巴比肯藝術中心
巴比肯藝術中心（英語：Barbican Centre）是位於英國倫敦的的表演藝術中心，位于市中心倫敦城北部的巴比肯屋村。該中心定期舉行音樂、戲劇、電影節目及藝術品展覽，是全歐洲最大的表演藝術中心。巴比肯藝術中心於1982年啟用，由伦敦市的政府，也是英國第三大藝術資助機構——倫敦市法團斥資1億6,100萬英鎊（相當於2007年的近4億英鎊）建造，并由該法团所有和管理。巴比肯藝術中心音樂廳是著名的倫敦交響樂團和BBC交響樂團的駐團場地，也曾是倫敦皇家莎士比亞劇團的駐團場地。
“巴比肯”意译为“瓮城”，指的是巴比肯屋村这座庞大的建筑群坐落于伦敦城的一座古城门和相连的城堡的原址上。

## 設施
- 巴比肯音樂廳（Barbican Hall） （座位:1949個） - 倫敦交響樂團和BBC交響樂團的駐團場地
- 巴比肯劇院（Barbican Theatre） （座位:1166個）
- 畢特劇院（Pit） （座位：200個）
- 巴比肯美術館及畫廊（Barbican Art Gallery and The Curve gallery）
- 巴比肯電影院 （Barbican Film） （三個影院座位: 288個、255個和155個）
- 多個非正式表演場地
- 三間餐廳
- 七個會議廳
- 兩個貿易展覽館

巴比肯圖書館位於二樓，是伦敦城的五座圖書館之一，也是倫敦最大的公共圖書館。圖書館内設有藝術圖書館、大规模的音樂圖書館及定期舉行活動的兒童圖書館。 館藏包括「倫敦系列」 （London Collection）文獻，其中包括300年前的文獻，所有文獻均可借閱。此外，音樂庫有兩部給公眾用作練習的鋼琴。圖書館還定期舉辦文藝活動，並舉辦藝術展覽場地以供租用。 

## 歷史
巴比肯藝術中心坐落的位置原来是伦敦城的古城门之一，叫作克里波门（Cripplegate，直译“瘸子门”）。从罗马时代起，这座城门就建有用于屯兵的大型瓮城。在第二次世界大戰伦敦城，特别是克里波门区，遭到猛烈轟炸，以致于在战争结束时这里原有的建筑物几乎无一幸免。按照1951年的人口统计，克里波门区的人口只有48人。1952年起伦敦市法团开始审议重建克里波门区，并在1957年决定在此建造居住用房。新的建筑群被命名为“瓮城屋村”，也就是巴比肯屋村，整个建筑群占地14万平方米，由著名現代建築公司張伯倫、鮑威爾與本恩公司（Chamberlin, Powell and Bon）以粗野主義（Brutalism）風格設計。规划中，整个建筑群除了高层和多层居住用房外，还包括学校、博物馆、青年会设施、消防站、诊所、音乐学院、图书馆、美术馆和大型表演艺术场所——后三项构成巴比肯藝術中心。屋村在1965年动工，1976年建成，但是相连的藝術中心则要到1982年才全部竣工，并在1982年3月3日由女王伊丽莎白二世剪彩揭幕。

## 設計及翻新

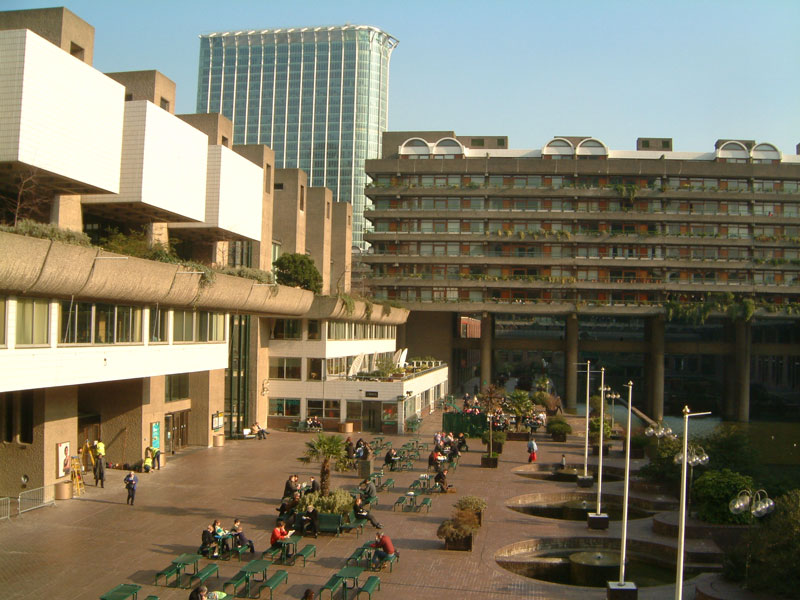
巴比肯中心中央庭園佈局

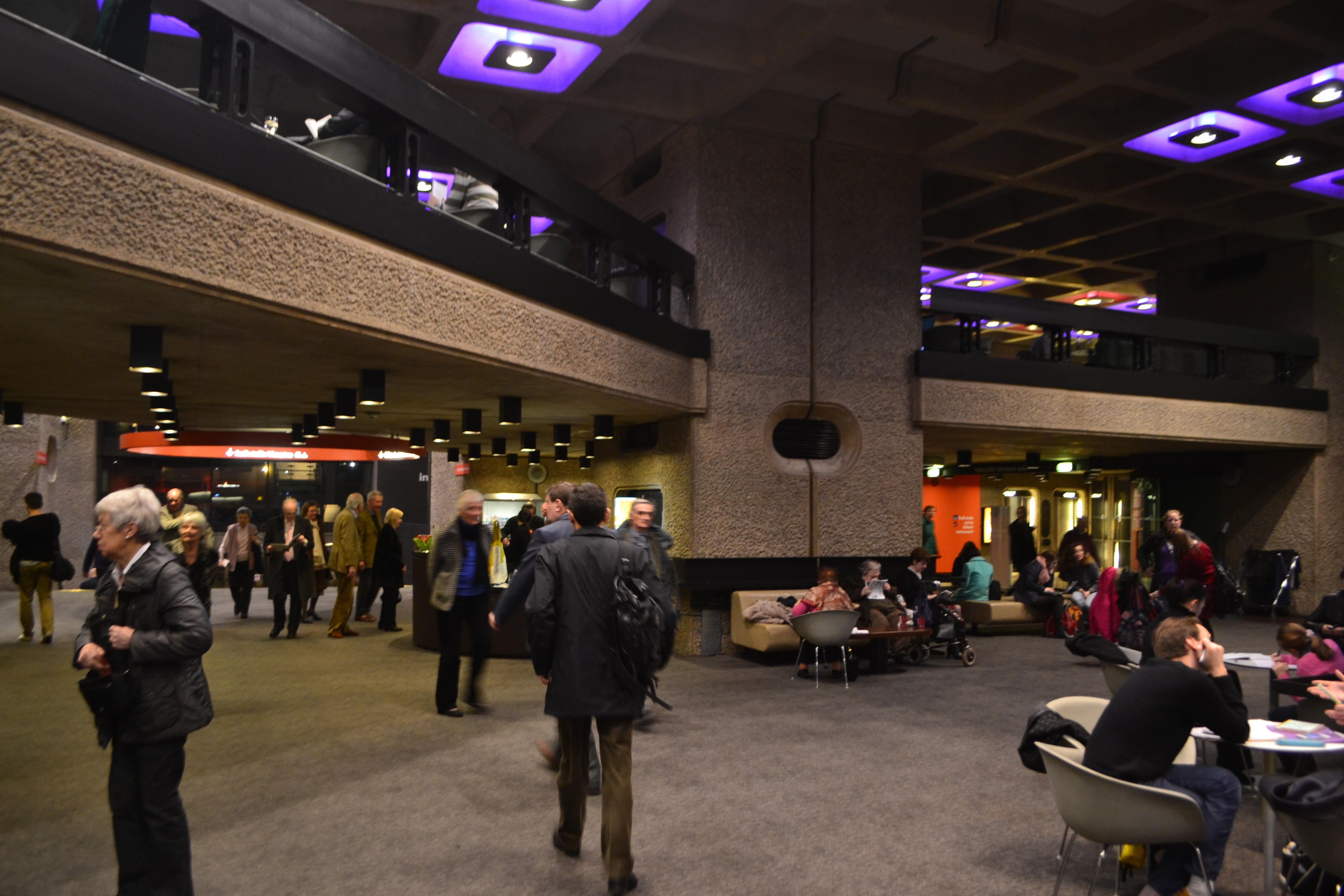
巴比肯中心大堂

巴比肯藝術中心的设计采用了多層次佈局，并有多個出入口。为了缓解藝術中心和周围屋村的复杂多层次设计，整个屋村的公共区域地面上都画有黄色線條，協助觀眾到达巴比肯藝術中心。
該中心的基本外形是混凝土金字形神塔。它的外形設計一直引起爭議和分歧。在2003年9月的「灰倫敦民意調查」（Grey London poll）中，巴比肯藝術中心被評為「倫敦最醜陋建築」。中心外部的聚焦点是长方形的人造湖，以及临湖的平台。在屋顶上，剧场的舞台塔周围用玻璃包围，形成一个壮观的屋顶溫室。
在1990年代中期，五角形設計工作室的西奧·克羅斯比（Theo Crosby）对建筑的表面装饰進行了改善，添加了略有工艺美术运动 （Arts and Crafts movement）风格的雕像和裝飾。在2005年至2006年，該中心再進行翻新，建築師艾福·荷·莫納漢·莫里斯（Allford Hall Monaghan Morris）改善了中心的流通，并加上了粗犷的標誌樣式，以配合中心最初的1970年代的粗野主義結構。這次翻新在藝術中心内部加建了一座橋樑，连接絲綢街（Silk Street）入口的門廊和湖邊入口的門廊。絲綢街入口以前主要供车辆使用，翻新工程後这个入口的主要通道改为行人入口。該計劃移除了大部分90年代中期添加的修飾。
2001年9月，英國文化部長蒂莎·布勒斯頓（Tessa Blackstone）宣布將巴比肯建築群定為「二級文物」（Grade II listed building），列入的理由是整个建筑群的规模、整体性和设计的气魄。。巴比肯建築群的设计师还设计了巴比肯屋村（Barbican Estate）和附近的金巷屋村（Golden Lane Estate）。而巴比肯建築群的項目建築師約翰·安拿其後參與设计了位于聖潘克拉斯的新大英圖書館——这里的屋顶采用了一个紅磚金字形神塔的形式。

## 音樂廳

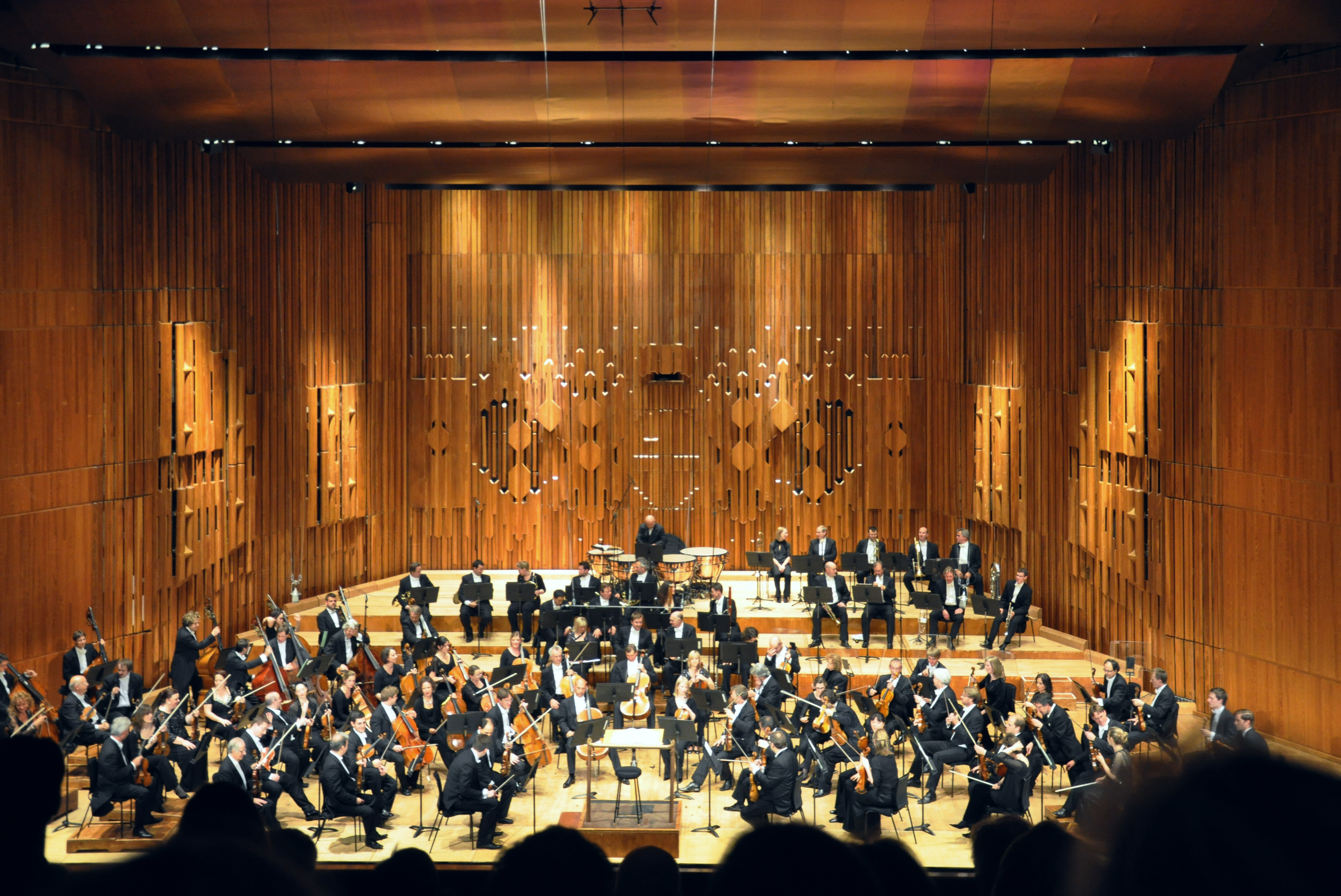
倫敦交響樂團在巴比肯中心音樂廳表演。

巴比肯音樂廳是著名的倫敦交響樂團和BBC交響樂團的駐團場地，該兩個樂團經常在音樂廳舉行音樂會。
内部设计上，巴比肯音樂廳的声学效果一直有争议：一些评论认为它温暖而吸引人，但也有评论说它在大型交响乐表演时会太乾瘪。1994年，巴比肯藝術中心投入50萬英鎊重新設計巴比肯音樂廳，由美國芝加哥的音響設計師拉里·柯克加德（Larry Kirkegaard）監督。音樂評論家莱布雷希特認為，新的設計「產生了迴音控制和吸音的明顯改善」。在2001年的一次耗资750万英镑的大修中，柯克加德又将舞台篷拆除，加上了卡魯索·聖約翰（Caruso St John）设计的从房顶垂挂的可調音響反射板。不過，《留聲機》藝術音樂雜誌仍然認為巴比肯藝術中心的音響「相對乾瘪」。

## 剧场
巴比肯劇院设计时的初衷是作为倫敦皇家莎士比亞劇團的駐團場地。但是在2002年，因為當時的劇團藝術總監阿德里安·諾貝爾（Adrian Noble）希望發展劇團的巡迴演出及连续数年成绩差强人意，剧团離開了巴比肯藝術中心。此后巴比肯劇院就把原来每年六个月的国际演出季延长到整年。

## 其他文化设施
巴比肯藝術中心还包括伦敦市的市政廳音樂及戲劇學院和倫敦市的巴比肯圖書館。倫敦博物館坐落在毗邻的奥德斯门区（Aldersgate），也是巴比肯建筑群的一部分。

## 外部連結
- The Barbican Centre official website （页面存档备份，存于）
- The history of the Barbican Estate （页面存档备份，存于）
- "Martin Kettle, "Good Old Barbican", The Guardian (London), 2 March 2002 （页面存档备份，存于） Analysis of the Centre after 20 years.
- The Barbican Centre, Quicktime VR Archive.today的存檔，存档日期2013-01-18